# Покушение на Комила Алламжонова
26 октября 2024 года бывший руководитель Департамента информационной политики Администрации Президента Узбекистана Комил Алламжонов пережил покушение в Кибрайском районе недалеко от Ташкента. Инцидент произошёл около 1:40 ночи, когда неизвестные обстреляли бронированный внедорожник Range Rover, в котором находился Алламжонов. Благодаря защите автомобиля никто не пострадал, и Алламжонов остался невредим.

## Биография
Комил Алламжонов является одной из ключевых фигур в политической и медийной сферах Узбекистана. Он занимал ряд высоких должностей, включая:
- Руководитель Департамента информационной политики Администрации Президента[2];
- Заместитель руководителя Администрации Президента[3];
- Директор Агентства информации и массовых коммуникаций[4];
- Пресс-секретарь Президента[5].

30 сентября 2024 года Алламжонов покинул должность, что придало дополнительную интригу произошедшему покушению.

## Расследование и аресты
Генеральная прокуратура Узбекистана начала немедленное расследование. В оперативно-следственную группу вошли представители Генеральной прокуратуры, прокуратур Ташкентской области, города Ташкента, Военной и Транспортной прокуратур, МВД, ГУВД области и столицы, а также Таможенного комитета.
Было возбуждено уголовное дело по статье 97 через статью 25 (Покушение на умышленное убийство) и статье 248 (Незаконный оборот огнестрельного оружия) УК.
Были задержаны пять подозреваемых, ещё двое объявлены в розыск. Один из ключевых фигурантов, Жавлон Юнусов, был задержан в Южной Корее и экстрадирован в Узбекистан.
Интерпол выпустил красные уведомления в отношении двух граждан России — Бислана Расаева и Шамиля Темирханова, которых подозревают в найме за $1,5 миллиона для убийства Алламжонова и другого высокопоставленного узбекского чиновника Дмитрия Ли. Им предъявлены обвинения в:
- Незаконном пересечении границы;
- Контрабанде и торговле оружием;
- Сокрытии преступлений.

По данным следствия, Расаев и Темирханов находятся в Чечне под защитой Рамзана Кадырова, который отказал в их экстрадиции.

## Заявления Рамзана Кадырова
Глава Чеченской Республики Рамзан Кадыров отверг обвинения в причастности к покушению, назвав их беспочвенными и провокационными.
Глава Чечни Рамзан Кадыров пригрозил ответом «за все козни, клевету и домыслы» бывшему замглавы администрации президента Узбекистана Комилу Алламжонову и главе Национального агентства перспективных проектов Дмитрию Ли.
«Комилу Алламжонову и Дмитрию Ли рекомендую не заигрываться в роли пострадавших. Чтобы вы ни замышляли, лучше вовремя остановиться, иначе придется отвечать за все козни, клевету и домыслы. И я сейчас про ответ по нашим традициям», — написал он в своем телеграм-канале.
По его словам, СМИ «раздувают» слухи о «раздоре в семье президента Узбекистана» и «кто-то пытается расшатать хорошую команду, сломать систему». «Это продуманный сценарий, который угрожает руководству страны, а под удар в первую очередь ставятся преданные руководству люди, чтобы лишить президента надежного окружения. Поэтому, как человек, которому далеко не безразлично происходящее, призываю представителей уважаемой президентской семьи выступить с заявлением и развеять все эти грязные слухи», — заявил Рамзан Кадыров.

## Дополнительные сведения
Согласно сообщениям узбекских СМИ, злоумышленники планировали сжечь автомобиль Алламжонова и скрыться в Ферганской долине. Однако их планы сорвались из-за неисправного оружия и неиспользованных бутылок с зажигательной смесью.
Юнусов, по данным следствия, обеспечил нападавших транспортом и указал пути для отступления. Он был задержан в кафе в Фергане, принадлежащем Наталье Фен, его гражданской жене и дочери покойного посла Узбекистана в Южной Корее Виталия Фена.
Расследование привело к масштабным кадровым изменениям в политических и силовых структурах Узбекистана. Среди уволенных оказались:
- Абдусалом Азизов, глава Службы государственной безопасности (СГБ);
- Сарвар Ашуров, помощник премьер-министра;
- Алижон Ашуров, руководитель внутренней безопасности СГБ;

Ряд других чиновников были отстранены за попытки укрыть преступления или связи с Юнусовым.

## Альтернативные версии событий
В начале 2025 года британская правозащитница Радха Стирлинг (Radha Stirling) выступила с серией заявлений, поставивших под сомнение официальную версию покушения на Комила Алламжонова.
По словам Стирлинг, обстоятельства инцидента указывают на возможность его инсценировки. Она обратила внимание на закрытый характер судебного процесса, использование старого, неисправного оружия, подозрительные видео признаний задержанных, а также на политические дивиденды, которые Алламжонов получил после инцидента, включая чистки в силовых структурах.
Стирлинг заявила: «Когда в условиях закрытого суда исчезает возможность независимой проверки, а политические дивиденды очевидны — вероятность инсценировки становится серьёзным вопросом для международного сообщества».
Кроме того, расследование Open Democracy выявило, что биография Алламжонова ранее уже содержала многочисленные примеры манипуляций общественным мнением и злоупотреблений привилегиями.

## Неоднозначность оценки событий
Покушение на Комила Алламжонова остаётся предметом споров. Официальные власти Узбекистана представляют инцидент как реальное покушение, однако ряд правозащитников и исследователей считают его политическим спектаклем.
Вызывают сомнения закрытый характер суда, отсутствие независимой экспертизы, а также использование темы покушения для политического усиления. В этой связи ряд международных экспертов призвал к проведению независимого международного расследования.